# (176610) Núñez
(176610) Núñez est un astéroïde de la ceinture principale.

## Description
(176610) Núñez est un astéroïde de la ceinture principale. Il fut découvert le 18 mars 2002 à Kitt Peak par Marc William Buie. Il présente une orbite caractérisée par un demi-grand axe de 2,25 UA, une excentricité de 0,15 et une inclinaison de 1,8° par rapport à l'écliptique.

## Étymologie
Cet astéroïde est nommé en l'honneur de Jorge I. Núñez (1981-).